# Liste der Monuments historiques in La Drenne
Die Liste der Monuments historiques in La Drenne führt die Monuments historiques in der französischen Gemeinde La Drenne auf.

## Liste der Bauwerke
| Bezeichnung       | Beschreibung                  | Standort                       | Kennzeichnung | Schutzstatus | Datum | Bild           |
| ----------------- | ----------------------------- | ------------------------------ | ------------- | ------------ | ----- | -------------- |
| Kirche St-Nicolas | Erbaut ab dem 13. Jahrhundert | in La Neuville-d’Aumont (Lage) | PA00114776    | Inscrit      | 1970  | weitere Bilder |
| Kirche Notre-Dame | Erbaut 1705                   | in Ressons-l’Abbaye (Lage)     | PA00132915    | Inscrit      | 1994  | weitere Bilder |

## Liste der Objekte
- Monuments historiques (Objekte) in La Neuville-d’Aumont in der Base Palissy des französischen Kultusministeriums
- Monuments historiques (Objekte) in Ressons-l’Abbaye in der Base Palissy des französischen Kultusministeriums